# Bűnös lelkek
A Bűnös lelkek tisztulásra kezdetű nagyböjti éneket az 1844-es kéziratos Gimesi énekgyűjteményben találták meg. Mai szövegét Sík Sándor írta.
Feldolgozás:
| Szerző       | Mire                | Mű                             |
| ------------ | ------------------- | ------------------------------ |
| Bárdos Lajos | egynemű kar, orgona | Musica Sacra II/1 Bűnös lelkek |

## Felvételek
- Bűnös lelkek tisztulásra. Tudásháló (Hozzáférés: 2016. december 20.) arch ének
- Ho.59 - Bűnös lelkek, tisztulásra. YouTube (2016. március 16.)  (Hozzáférés: 2016. december 20.) (videó) orgona